# Classe Concordia
A classe Concordia é uma classe de navios de cruzeiro que são operados pela Costa Cruzeiros, subsidiária da Carnival Corporation & plc.
O design do navio é baseado em outra classe da Carnival, a classe Conquest, com a diferença de que o deck do lido (piscina) e superiores são mais largos e possuem outro desenho. A diferença é mais perceptível ao largo da piscina principal, que possui um exterior de vidro dos dois lados do navio. Um teto retrátil também foi adicionado ao deck da piscina principal. Outra diferença notável é o spa, que possui instalações mais amplas e cabines adicionais.
A Carnival só opera um navio desta classe, o Carnival Splendor, sendo todos os outros operados pela Costa. Contando o Splendor, há cinco navios da classe Concordia em operação de seis fabricados, uma vez que o Costa Concordia naufragou em 2012.

## Navios na classe
| Imagem | Ano  | Navio             | Operadora             | Tonelagem | Bandeira |
| ------ | ---- | ----------------- | --------------------- | --------- | -------- |
|        | 2006 | Costa Concordia   | Costa Cruises         | 114 500   | Itália   |
|        | 2007 | Costa Serena      | Costa Cruises         | 114 500   | Itália   |
|        | 2008 | Carnival Splendor | Carnival Cruise Lines | 113 300   | Panamá   |
|        | 2009 | Costa Pacifica    | Costa Cruises         | 114 500   | Itália   |
|        | 2011 | Costa Favolosa    | Costa Cruises         | 114 500   | Itália   |
|        | 2012 | Costa Fascinosa   | Costa Cruises         | 114 500   | Itália   |